# جوناثان د. مورينو
جوناثان د. مورينو (بالإنجليزية: Jonathan D. Moreno)‏ هو مؤرخ أمريكي، ولد في 11 يونيو 1952 في بكبسي في الولايات المتحدة.

## وصلات خارجية
- جوناثان د. مورينو على موقع إن إن دي بي (الإنجليزية)